# Юзовский, Иосиф Ильич
Ио́сиф Ильи́ч Юзо́вский (также Юзеф Юзовский, пол. Józef Juzowski, настоящая фамилия Бурштейн; 18 декабря 1902, Варшава, — 15 декабря 1964, Москва) — советский театральный и литературный критик,
литературовед. Обычно подписывался как «Ю. Юзовский».

## Биография
Иосиф Юзовский родился в Варшаве; в 1912 году семья переехала в Одессу, в 1919 году поселилась в Ростове-на-Дону, который ещё до революции Н. Н. Синельников и Н. И. Собольщиков-Самарин превратили в театральный город.
В 1924 году Юзовский окончил факультет общественных наук Донского университета, в 1925 году — отделение истории искусств Донского археологического института. В том же году начал литературную деятельность: увлечённый театром, Юзовский публиковал в местной печати рецензии на спектакли. В ростовской газете «Молот» регулярно выходили его критические статьи о произведениях Михаила Светлова, Иосифа Уткина, Юрия Олеши, Михаила Шолохова и других. В 1930 году он приехал в Москву; здесь первые же публикации привлекли внимание к молодому критику, прежде всего рецензия на спектакль ГосТиМа «Список благодеяний» по пьесе Ю. Олеши. Как рассказывал сам Юзовский в своей шутливой автобиографии, его заметил А. В. Луначарский и сказал: «Вы критик, это уже ясно. Выражаю вам своё искреннее сочувствие, но деться вам некуда, придётся писать. Способность к критике — вещь редкая. Поэтому все ею занимаются. Но вы не робейте. Рискните и вы».
Интересы Юзовского-критика были разнообразны: он писал не только о драматическом театре — Вс. Э. Мейерхольде, Н. П. Охлопкове, А. Я. Таирове и Вл. И. Немировиче-Данченко, — но и о балете, опере (прежде всего о работах К. С. Станиславского в его Оперной студии), музыке, оперетте, цирке, эстраде и даже о живописи. В начале 1930-х годов Юзовский вместе со всем советским театром увлёкся драматургией А. М. Горького, в результате появился его первый литературоведческий труд — «Драматургия Горького» (1940).

### Послевоенные годы, борьба с «космополитизмом»
С 1946 года Юзовский был старшим научным сотрудником Института мировой литературы. В 1947 году вышла в свет его книга «Образ и эпоха», посвящённая опыту советского театра в трактовке произведений Шекспира; как и «Драматургия Горького», эта книга выходила за рамки театроведения. Но в 1948 году началась «борьба с космополитизмом», и институт пришлось покинуть.
28 января 1949 года в «Правде» была опубликована редакционная статья «Об одной антипатриотической группе театральных критиков», в которой семь театральных критиков во главе с Юзовским обвинялись в буржуазном эстетстве и формализме, равнодушии к нуждам народа и стремлении «оболгать национальный советский характер». Непосредственно критикам инкримировались неодобрительные отзывы о пьесах, отмеченных Сталинской премией, а также критика Малого театра и МХАТа за постановку пьес, с точки зрения семи обвиняемых, просто слабых, по мнению же авторов статьи — «патриотических», в частности «Зелёной улицы» А. Сурова.
Значительная часть статьи была посвящена лично Юзовскому, который «цедя сквозь зубы слова барского поощрения, с издевательской подковыркой по линии критики „сюжета“ пишет о пьесе А. Сурова „Далеко от Сталинграда“, о пьесе „Победители“ Б. Мирского, отмеченной Сталинской премией, о роли Зои в пьесе „Сказка о правде“, роли, за исполнение которой актриса Н. Родионова была удостоена Сталинской премии». Дальше «Правда» вспоминала статью, написанную Юзовским ещё в 1943 году: «Полна издевательства его статья, где он язвит по поводу „счастливого, бодрого“ вида героев в советских пьесах… о тенденциях, якобы „разъедавших наше искусство“, о том, что авторы пьес зачастую не хотят „думать“ и тем самым не дают якобы „думать своему герою“. А чего стоит такое рассуждение: „Раз герой советский, то он обязательно… должен одержать победу — этого рода философия ничего общего с диалектикой жизни не имеет“. Выписывая убогие каракули, пытаясь придать им вид наукообразия, критик гнусно хихикает над „мистической презумпцией обязательного успеха, раз за неё борется советский герой“».
ЦК ВКП(б) «рекомендовал» редакторам газет обратить внимание на эту статью, — её основные положения тут же воспроизвели «Литературная газета» и «Культура и жизнь», другие издания просто перепечатали статьи из «Правды»; газета «Советское искусство» уже 29 января опубликовала статью «Политическое лицо критика Юзовского».
Как и другие критики, упомянутые в «Правде», Юзовский в течение ряда лет не мог ни публиковаться, ни продолжать работу в институте

### «Оттепель»
С началом «оттепели» репутация Юзовского была восстановлена; в 1967 году, уже после смерти, Театральная энциклопедия писала о нём: «Глубокое понимание существа проблем современного театра, умение выразить мысль в живой, изящной, пластичной литературной форме отличало работы Юзовского; в них воссоздаются облик спектакля и актёрские образы».
В этот период своей деятельности Юзовский уже редко выступал с рецензиями и статьями, отдавая предпочтение большим книгам. Тем не менее он активно участвовал в театральном процессе; после долгих лет застоя, «когда публика не ходила в театры», Юзовский в конце 1950-х годов стал свидетелем нового расцвета советского театра, горячо поддержал начинания Георгия Товстоногова в Большом драматическом и высказывал убеждение в том, что два пути, определивших развитие всего мирового театра, — путь Станиславского и путь Мейерхольда, — в идеале должны «слиться и сочетаться».
Иосиф Юзовский занимался также литературными переводами, в частности, перевёл с польского пьесу «Такие времена» Ежи Юрандота, с чешского — «Гость из ночи» Людвика Ашкенази, с немецкого — «Добрый человек из Сезуана» Бертольта Брехта; с постановки этой пьесы Юрием Любимовым в 1964 году началась история Театра на Таганке.

## Семья
- Брат — Мечислав Ильич Бурский (Бурштейн, 1903—1944), советский агротехник и агробиолог, доктор сельскохозяйственных наук (1935); погиб 05.06.1943 в 10 отдельном штрафном батальоне на Западном фронте[10][11].
- Сын — Михаил Иосифович Юзовский, кинорежиссёр.
  - Внук — Мичислав Михайлович Юзовский, киноактёр.

## Сочинения
- «Вопросы социалистической драматургии» (1934)
- «Спектакли и пьесы» (1935)
- «М. Горький на сцене МХАТ» (1939)
- «Драматургия Горького» (1940)
- «Образ и эпоха» (1947)
- «Горький и театр» (1947)
- «Максим Горький и его драматургия» (1959)
- «Мы с Наташей плывем по Волге» (1962)
- «Советские актеры в горьковских ролях» (1964)
- «Зачем люди ходят в театр» (1964)
- «Разговор затянулся за полночь»